# Дауса, Янус
Янус Дауса (Janus Dousa, также Douza, делатинизированное имя — Ян ван дер Дус, нидерл. Jan van der Does; 6 декабря 1545, Нордвейк — 8 октября 1604, там же) — нидерландский поэт, переводчик и историк.

## Биография
Происходил из семьи мелких дворян. Образование получил в Лире, Брабанте, Дельфте, Лёвене, Дуэ и Париже, изучал в том числе греческий язык. На родину вернулся в 1565 году. Был одним из инициаторов создания и впоследствии куратором библиотеки при Лейденском университете. В 1572 году участвовал в посольстве в Англию. В 1574 году успешно руководил обороной Лейдена против испанских войск, прославившись как талантливый организатор и храбрый солдат, хотя формально не занимал в иерархии государственной власти никаких постов. Дважды (в 1584 году как частное лицо, спустя год уже от имени правительства страны) ездил с дипломатическими миссиями в Англию. В последний период жизни возглавлял архив Голландии, проводя в нём исторические исследования. Был похоронен в Гааге.
Написал несколько поэм на латыни, из которых наиболее известной является «Nova Poemata» (1575), в которой описывались современные автору события, что было новым для голландской литературы того времени. Он также составил филологические комментарии к поэзии многих древнеримских писателей (Гораций, Плавт, Катулл). Главным трудом Даусы стала работа «Анналы Голландии», изданная в форме стиха в 1599 году и переизданная как работа в прозе в 1601 году.
- Эта статья (раздел) содержит текст, взятый (переведённый) из одиннадцатого издания «Британской энциклопедии», перешедшего в общественное достояние.